# John A. Widtsoe

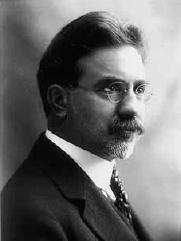
John A. Widtsoe (1920)

John Andreas Widtsoe (* 31. Januar 1872 auf Frøya; † 29. November 1952 in Salt Lake City, Utah) war ein Apostel der Kirche Jesu Christi der Heiligen der Letzten Tage und gehörte von 1921 bis zu seinem Tod dem Kollegium der Zwölf Apostel an.

## Leben
Als Widtsoe sechs Jahre alt war, starb sein Vater. Nachdem sich seine Mutter dem Mormonentum anschloss, emigrierte die Familie in die Vereinigten Staaten. Widtsoe besuchte das Brigham Young College in Logan, Utah und machte dort 1891 seinen Abschluss. Später studierte er an der Harvard University in Cambridge, Massachusetts. 1894 schloss er sein dortiges Studium ab und begann am Utah Agricultural College tätig zu werden. 1898 heiratete er. Aus der Ehe gingen sieben Kinder hervor, von denen vier in früher Kindheit verstarben. Nach seiner Heirat reiste Widtsoe nach Europa, wo er in Göttingen und Zürich Chemie studierte. 1900 kehrte er nach Utah zurück. Sein erworbenes Wissen setzte er die nächsten 20 Jahre am Utah Agricultural College um und veröffentlichte zwei Bücher. 1907 wurde er Präsident des Colleges. Später wurde er Präsident der University of Utah.
Im März 1921 wurde er zum Apostel der Kirche Jesu Christi der Heiligen der Letzten Tage und war nun Mitglied des Kollegiums der Zwölf Apostel.